# Lissachatina fulica
 (décembre 2018).
Si vous disposez d'ouvrages ou d'articles de référence ou si vous connaissez des sites web de qualité traitant du thème abordé ici, merci de compléter l'article en donnant les références utiles à sa vérifiabilité et en les liant à la section « Notes et références ».
Escargot géant africain, Achatine, Achatine foulque
Espèce
L'escargot géant africain, Achatine ou Achatine foulque (Lissachatina fulica, anciennement Achatina fulica) est un grand escargot d'origine africaine. C'est une espèce envahissante dans beaucoup d'autres régions. L'espèce fait partie des 100 pires espèces envahissantes selon l'UICN.

## Caractéristiques
L'escargot géant africain, adulte, mesure, en général, environ 12 cm de long mais peut atteindre 30 cm pour un poids allant jusqu'à un kilo.
Sa fine coquille brune avec des marques transversales plus sombres est de forme conique spiralée et est deux fois plus haute que large. Généralement le bout de sa coquille est pointu et blanchâtre.
Cet escargot est herbivore à tendance omnivore, c'est-à-dire qu'il est peu exigeant en matière de végétaux consommés mais a un certain besoin en protéines. Il peut se reproduire dans de bonnes conditions jusqu'à une fois par mois. Après chaque reproduction, les deux partenaires pondent trois fois avec généralement une semaine d'intervalle, à raison de 200 œufs pondus à chaque fois en moyenne (observations en captivité jusque 600) avec un taux de survie de 95 %. Il devient adulte en six à douze mois et peut vivre entre cinq et sept ans en captivité.
Originaire d'Afrique, l'espèce a été largement introduite en Asie, dans les Antilles, dans les îles de l'océan Pacifique et de l'océan Indien où sa taille et son taux de reproduction important ont rapidement posé un problème en l'absence de prédateurs naturels : outre les dégâts qu'une population incontrôlée peut faire subir aux cultures, Lissachatina fulica pose aussi un problème de santé publique, étant le vecteur de parasites (Angiostrongylus cantonensis et Angiostrongylus costaricensis  par exemple,) et d'agents pathogènes dont certains peuvent affecter les humains, provoquant des angiostrongyloses (méningites). Ce point concerne exclusivement les spécimens sauvages, prélevés dans la nature, et non les individus nés en captivité n'ayant jamais été en contact avec un spécimen sauvage.
Parmi les mesures prises afin de contrôler les populations d'escargots géants africains, la lutte biologique par l'introduction d'espèces d'escargots prédatrices (comme Euglandina rosea) et celle de vers plats s'est montrée relativement inefficace et a parfois eu des conséquences dramatiques sur des populations d'autres escargots autochtones comme les espèces du genre Partula.

## Écologie et comportement
L'animal est très sensible. La diminution du taux d'humidité de son milieu entraîne son enfouissement dans le sol en peu de temps (72 h). Il peut commencer une hibernation ou même en mourir.

## Habitat et répartition
Son habitat d'origine est le sud de l'Afrique (à la différence des Archachatina, davantage présents dans l'ouest du continent africain). Aujourd'hui, il est présent dans presque toutes les régions tropicales et humides du globe où il a été introduit parfois de façon volontaire (comme au Brésil), souvent involontairement. Il est capable de survivre dans des habitats variés comme les terres agricoles, les côtes, les terrains vagues, les forêts naturelles, les aires urbaines ou les zones humides, tant que la température est suffisamment élevée. Il est actif la nuit et se réfugie dans la terre durant la journée.
Depuis la seconde moitié du XXe siècle, cette espèce, très sociable, a été élevée comme animal de compagnie. Lissachatina fulica étant extrêmement prolifique en termes de reproduction, une gestion irresponsable, comme le relâcher dans la nature, a pu avoir des conséquences catastrophiques pour la flore locale. Entre septembre 2011 et janvier 2012, 35 000 Lissachatina fulica ont été répertoriés dans la région de Miami. Le mollusque avait déjà envahi par le passé Miami ainsi que la Guadeloupe, la Martinique et d’autres îles des Caraïbes. La première irruption de l'espèce daterait selon l'Agence France-Presse de 1966, lorsqu'un adolescent a ramené dans ses valises trois de ces escargots. Sa grand-mère les aurait libérés dans la nature. De ces trois spécimens naquirent 18 000 individus, dont l'éradication nécessita, à l'époque, neuf ans et un million de dollars.
Au Bénin l'escargot foulque est toujours présent mais sa multiplication est limitée par les saisons sèches et par l'urbanisation.
Lissachatina fulica, comme les autres espèces de la famille des Achatinidae, supporte très mal les températures en dessous de 20 °C : une prolifération de l'espèce en Europe n'est donc envisageable que si le réchauffement climatique s'accentue. Une température inférieure à 18 °C provoque irrémédiablement l'hibernation : il ne peut constituer une menace invasive que dans des pays présentant un climat propice à son développement. Une simulation « Climex » a été réalisée en 2014 par un groupe de chercheurs, indiquant une possible acclimatation du Mexique au Brésil, et de l'Inde au Nord à l'Australie,.

## Lissachatina fulicaet l'espèce humaine

### Risque de santé publique
L'escargot géant africain est comestible, mais c'est l'un des vecteurs du nématode Angiostrongylus cantonensis, un petit ver rond qui provoque la méningo-encéphalite éosinophilique chez les humains (principalement les enfants et les personnes fragiles). L'expansion de cette maladie correspond à celle de l'escargot (d'autres espèces d'escargots introduits dans les régions tropicales transmettent également ce parasite). Les transmissions à l'espèce humaine ne concernent que les escargots prélevés dans la nature. Les spécimens nés et élevés exclusivement en captivité ne peuvent être porteurs de ce nématode, car le cycle de vie du nématode qui grandit à l'état larvaire dans l'Achatine nécessite un passage chez les rongeurs qui sont les hôtes naturels définitifs des vers adultes (présents dans les artères pulmonaires et digestives). Des études épidémiologiques menées en Guadeloupe ont montré qu'environ 30 % des Achatines sauvages de l'île sont porteuses des larves d'Angiostrongylus cantonensis créant un problème de santé publique localement et poussant au développement par l'Institut Pasteur de la Guadeloupe d'un test diagnostic au profit des hôpitaux de la Guadeloupe, de la Martinique et de la Guyane.
Inversement, l'Achatine peut être utilisée comme bioindicateur pour mesurer la pollution. L'Académie des sciences russes a en effet mis au point une technique pour équiper des Achatines d'appareils à fibre optique qui contrôlent leur motricité et leur rythme cardiaque, deux paramètres corrélés au niveau de pollution atmosphérique.

### Lutte contreLissachatina fulica
Une fois introduite quelque part, l'Achatine est très difficile, voire impossible à éradiquer. Les meilleures méthodes de lutte semblent être celles qui consistent à l'éliminer à la main (des chiens ont été dressés pour les détecter), l'utilisation de molluscicides (qui tuent tous les autres mollusques), de lance-flammes (qui grillent tout ce qui vit) et de lutte biologique (cause de diminution et parfois de disparition d'espèces locales). Dans certaines régions, on tente de promouvoir sa consommation en espérant que celle-ci fasse diminuer ses populations.
L'une des méthodes de lutte biologique la plus utilisée contre l'escargot géant africain est l'introduction d'escargots prédateurs, surtout d’Euglandina rosea. Les premiers essais d'un tel contrôle ont eu lieu dans l'archipel hawaïen. Quinze espèces d'escargots carnivores furent introduites délibérément. Neuf d'entre elles ne s'établirent pas, on ignore le devenir de trois autres, les trois dernières (Euglandina rosea, Gonaxis kibweziensis et Gonaxis quadrilateralis) n'ont eu aucun impact manifeste sur les populations d'Achatines, mais en ont eu sur les gastéropodes endémiques. Des tentatives aussi néfastes eurent lieu ailleurs. Euglandina rosea a été en particulier introduit en Polynésie française, dans les Samoa américaines, sur Guam et dans d'autres îles du Pacifique et l'océan Indien.
En plus de l'introduction délibérée d'escargots prédateurs, le ver plat Platydemus manokwari a aussi été introduit bien que moins largement. Ce prédateur semble avoir effectivement contribué à diminuer les populations d'escargots géants bien que son impact réel ne soit pas complètement démontré. Cependant, ce ver a aussi été responsable du déclin d'espèces locales de l'île de Guam.
Un article paru sur le site de RFI en février 2012 indique l'usage apparemment efficace de phosphate de fer lui coupant l'appétit.

### Achatiniculture
Certaines espèces d'escargots géants africains des genres Achatina (espèce moins prolifique — 100 à 150 œufs en moyenne par ponte — et au développement lent — deux ans et demi en moyenne pour atteindre la maturité sexuelle) et d'Archachatina (cinq à huit œufs en moyenne par ponte), fournissent une chair très prisée depuis la Guinée jusqu'en Angola. Dans ces pays gros consommateurs d'escargots géants africains, l'espèce Achatina achatina est menacée par la cueillette menée trop intensivement depuis de nombreuses années. La consommation de Lissachatina fulica, plus prolifique, est encouragée, souvent en vain car leur chair est plus caoutchouteuse que celle de leurs cousins géants. L'achatiniculture permettrait progressivement l'abandon des procédés de cueillette et leur remplacement par des techniques rationnelles de production.
Les Lissachatina fulica sont également la variété la plus courante en terrariophilie en vue d'élevage d'agrément, essentiellement en Europe.

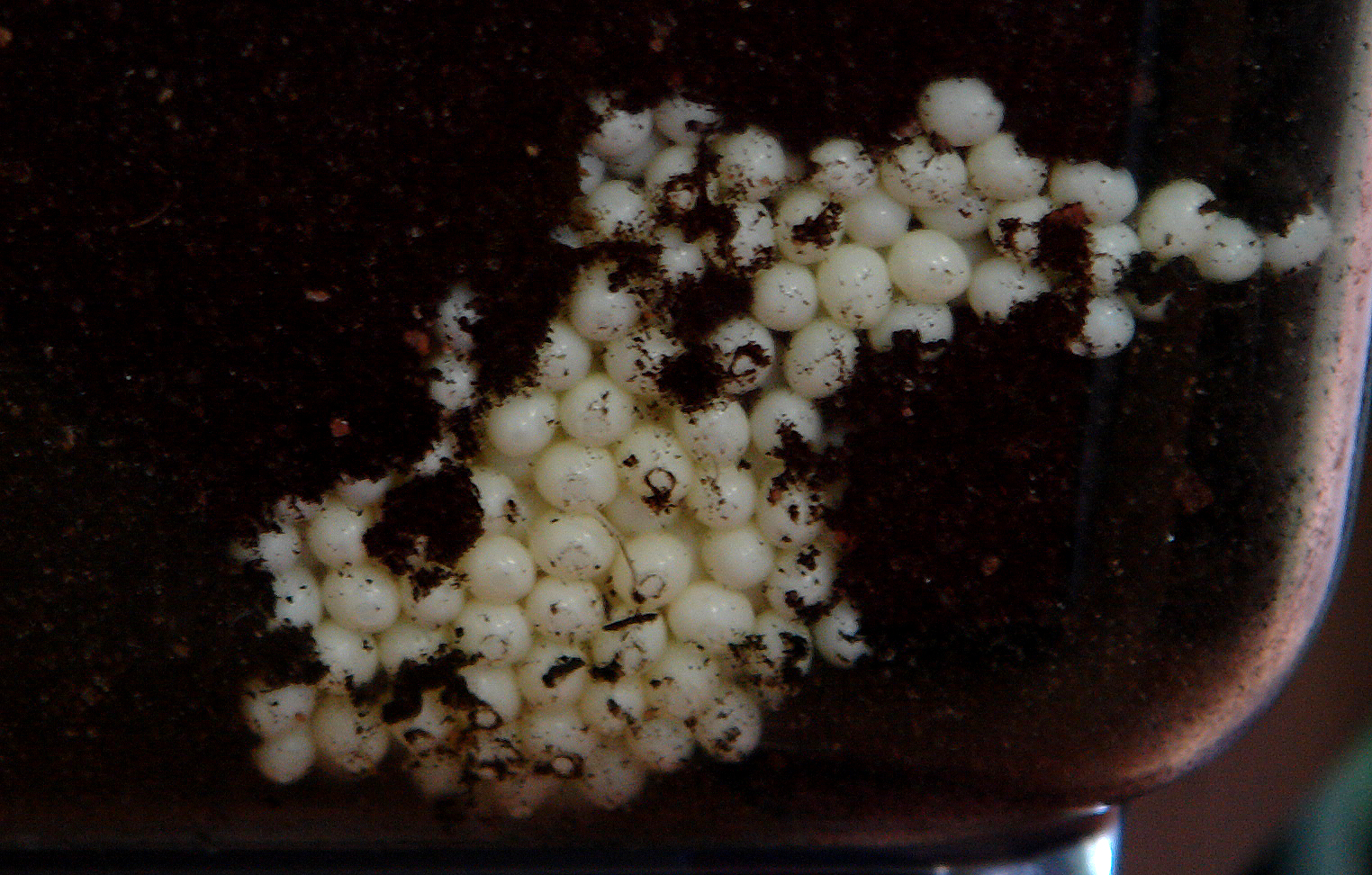
Ponte.
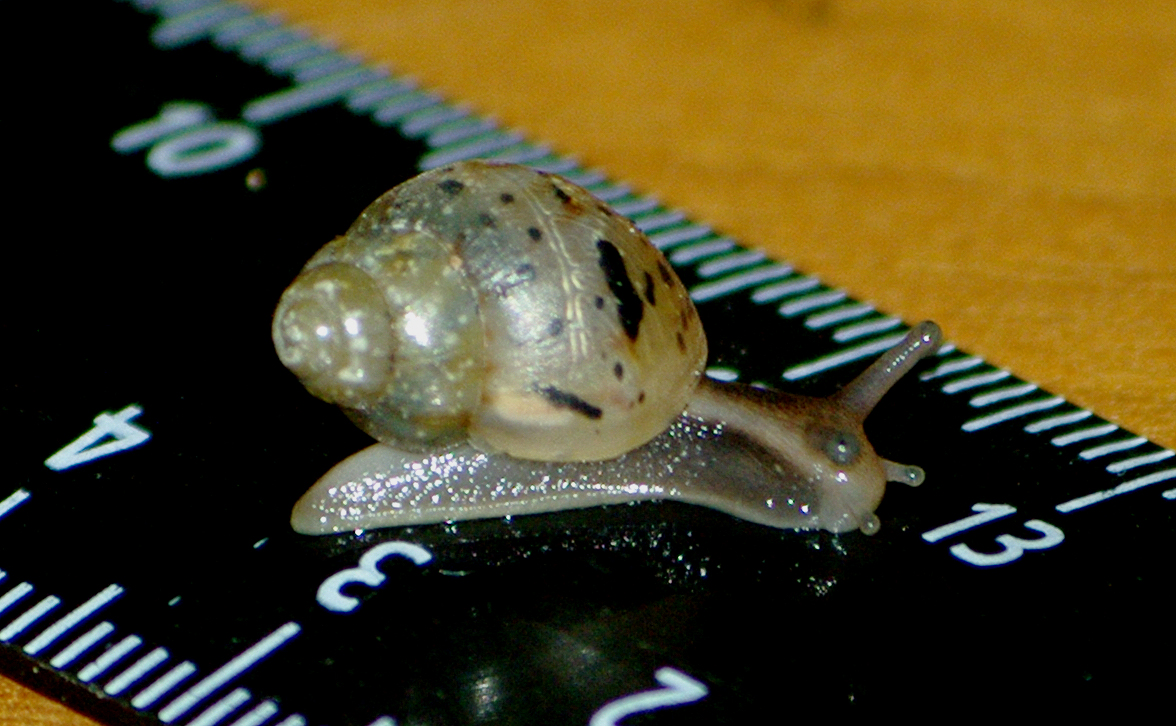
Juvénile de quelques semaines.
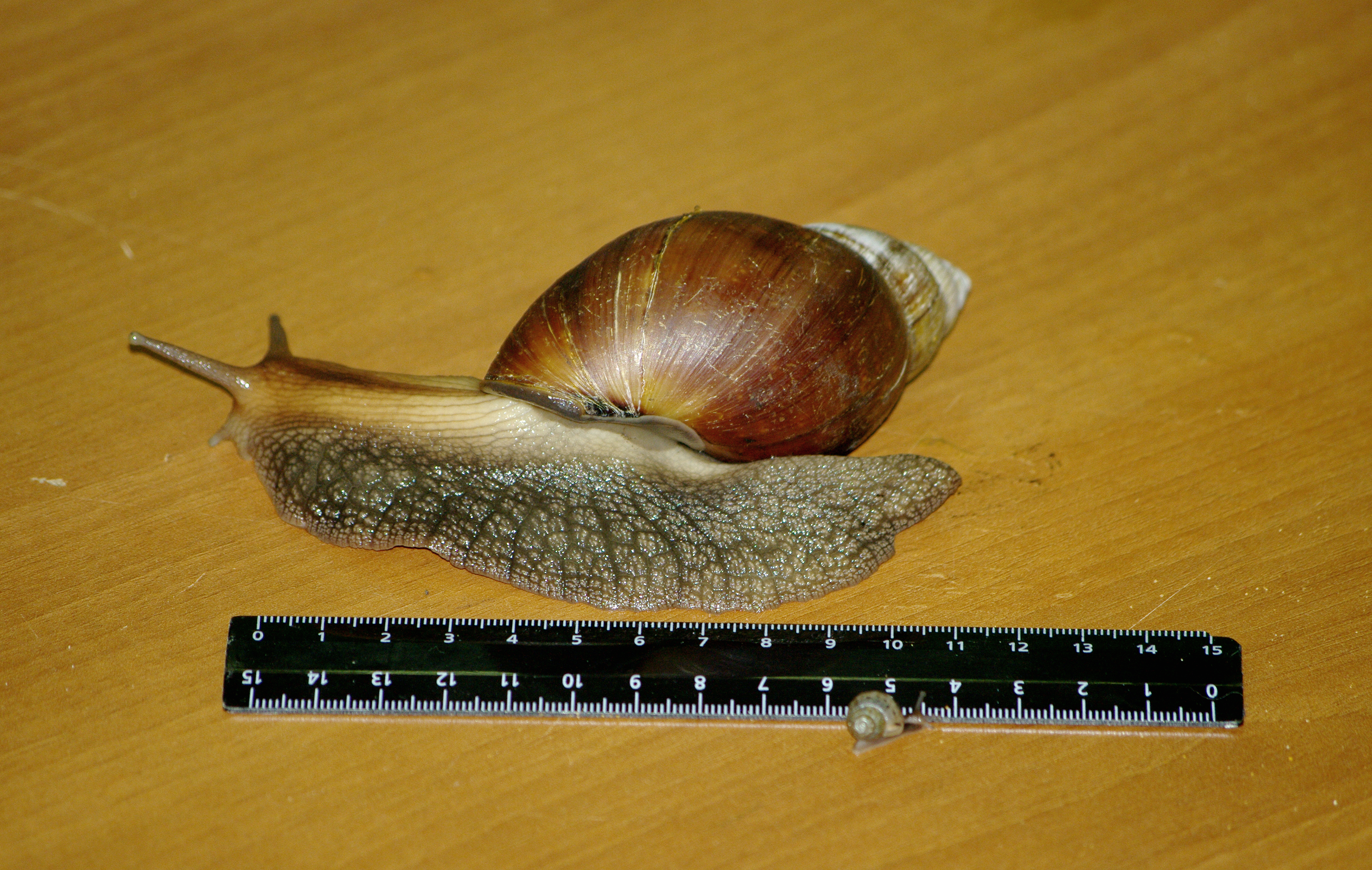
Adulte et juvénile.
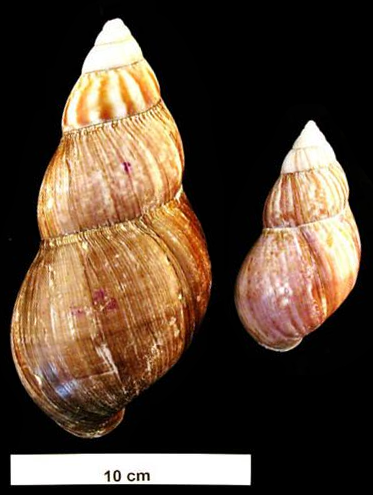
Coquilles de tailles diverses.
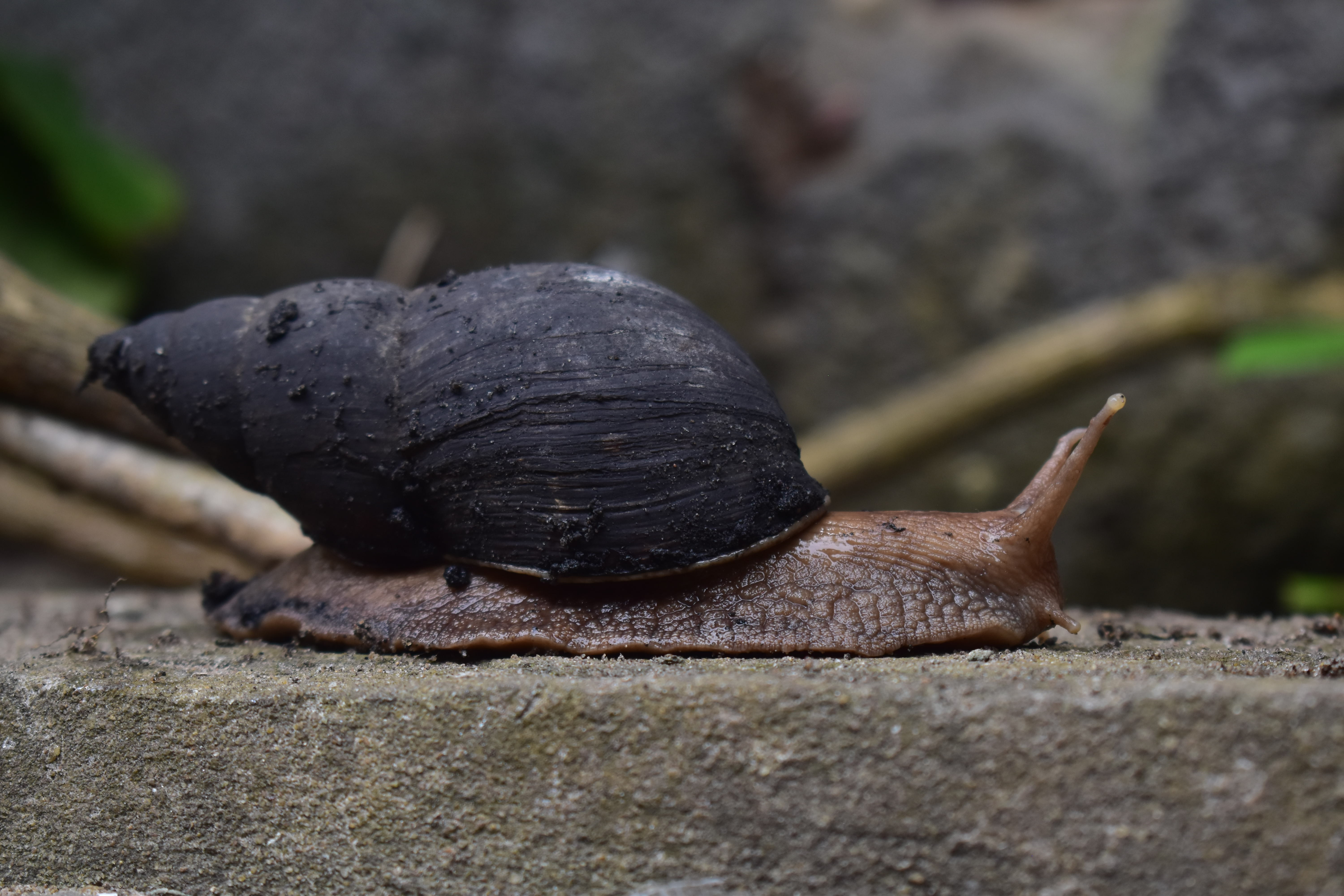
Lissachatina fulica, juillet 2022.
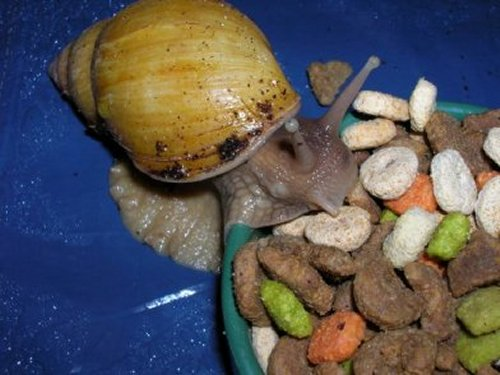
Lissachatina fulica rodatzi se nourrissant de croquettes.

### GenreAchatina
- (en) Catalogue of Life : Achatina Lamarck, 1799 (consulté le 8 janvier 2022)
- (fr + en) ITIS : Achatina
- (en) Animal Diversity Web : Achatina
- (en) NCBI : Achatina (taxons inclus)

### EspèceLissachatina fulica
- (en) Catalogue of Life : Lissachatina fulica (Bowdich, 1822) (consulté le 8 janvier 2022)
- (fr + en) ITIS : Achatina fulica  (Ferussac, 1821)
- (en) Animal Diversity Web : Achatina fulica
- (en) NCBI : Lissachatina fulica (Férussac, 1821) (taxons inclus)
- (en) GISD : espèce Achatina fulica Bowdich, 1822
- (en) Molluscabase : Lissachatina fulica (Bowdich, 1822)
- (fr) Fiche d'élevage https://www.snailsapothecary.com/fiche-maintenance-lissachatina-fulica